# Ростовский кремль (музей-заповедник)
ФГУК ГМЗ «Ростовский кремль» (Федеральное государственное учреждение культуры Государственный музей-заповедник «Ростовский кремль») — музей-заповедник в городе Ростове Великом. Государственный музей-заповедник «Ростовский кремль» ведёт свою историю с 1883 года. Располагается на территории Ростовского кремля, построенного во второй половине XVII века по замыслу митрополита Ростовского и Ярославского Ионы III (Сысоевича). Успенский собор и Соборная звонница, расположенные на Соборной площади, находятся в ведении Русской православной церкви). Единственный музей федерального подчинения в Ярославской области. Крупный научный центр по изучению археологии, архитектуры, искусства, истории. Музей служит площадкой для проведения фестивалей и концертов не только российского, но и международного уровня. Посетителям для осмотра предлагаются уникальные архитектурные памятники, экспозиция ростовской финифти, историческая экспозиция, разнообразные выставки, открытые фонды хранения археологии, а также реконструкция древлехранилища, с которого в конце XIX века и начинался музей в Ростовском Кремле.

## История

### Предыстория
Резиденция архиереев располагалась в этом ансамбле почти сто лет. По распоряжению Екатерины II церковная кафедра в 1788 году была переведена в Ярославль. Здания ансамбля, оставшись без внимания и ухода, стали ветшать и ко второй половине XIX века оказались в полуразрушенном состоянии. Попытки восстановления древних памятников Кремля предпринимались ещё в середине XIX века, они имели результаты положительные, но довольно-таки скромные. Во второй же половине XIX века по инициативе ростовского купечества стали собирать средства на масштабную реставрацию ансамбля. 

### Официальные названия
- Ростовский Музей церковных древностей (имелось и второе название — Ростовский музей древностей[2]) (1883—1918)
- Государственный музей древностей (1918—1934)
- Ростовский Базовый краеведческий районный музей (1934—1958)
- Ростовский музей-заповедник (1958)[3]
- Ярославо-Ростовский архитектурно-художественный музей-заповедник (Ростовский филиал) (1959—1969)
- Ростов-Ярославский архитектурно-художественный музей-заповедник (1969—1995)
- ФГУК ГМЗ «Ростовский кремль» (1995—-)

Музей открылся 10 ноября (28 октября по старому стилю) 1883 года в Белой и Отдаточной палате Ростовского кремля, которые были восстановлены на средства томских купцов Королёвых. Инициаторами его создания стали ростовские купцы А. А. Титов и И. А. Шляков (последний был его фактическим директором) при помощи Императорского Археологического общества, ярославского губернатора В. Д. Левшина, митрополита Ярославского и Ростовского Ионафана, угличского епископа Амфилохия, председателя ростовского дворянства Д. А. Булатова, ярославского купца И. А. Вахрамеева и петербургского купца А. Л. Кекина и директора императорской публичной библиотеки А. Ф. Бычкова.
Примечательно, что Ростовский музей был образован в тот же год, что и Государственный Исторический музей (ГИМ) на Красной площади в Москве, и таким образом, является его ровесником.
Формированию и дальнейшему расширению коллекций новообразованного музея способствовали жертвователи и благотворители из всех сословий общества, начиная с крестьян и заканчивая представителями аристократии. Также по просьбе ярославского губернатора митрополит издал указ о передаче в музей всех пришедших в негодность икон и другой церковной утвари, а сам музей существовал на пожертвования, проценты от вкладов и за счёт сдачи в наём зданий. Только в 1910 году он получает поддержку от государства в размере 2300 рублей ежегодно.
За период работы музея до 1917 года посетило около 50 000 человек. В том числе император Николай II, историки Д. И. Иловайский и И. В. Помяловский, художники В. В. Верещагин и В. И. Суриков, композитор М. А. Балакирев, писатель А. М. Горький, певец Ф. И. Шаляпин, посол Франции Морис Бомпар.
После Октябрьской революции 1917 года Ростовский музей преобразуется сначала в Государственный музей древностей, а затем — в краеведческий. В сложной обстановке 1920-х — 1930-х годов, когда в стране происходило массовое разорение дворянских и купеческих усадеб, закрытие храмов и монастырей, сотрудники музея, проявили себя подлинными хранителями национального культурного наследия, спасая от гибели произведения иконописи и декоративно-прикладного искусства, памятники письменности и книгопечатания, документальные и материальные исторические артефакты.
В 1953 году сооружения Ростовского кремля серьезно пострадали от смерча. Реставрационные работы под руководством B.C. Баниге в 1950-е — 1960-е годы стали крупным явлением отечественной культуры. Работы продолжались более 10 лет, тем не менее уникальный архитектурный ансамбль был восстановлен, в музее были построены и открыты заново выставки и экспозиции. С 1959 года Ростовский музей становится филиалом Ярославского областного музея, спустя десять лет, в 1969 году, он вновь обретает самостоятельность и получает статус музея-заповедника.
Развитие массового туризма и открытие популярного маршрута «Золотое кольцо России» в 1970-е — 1980-е годы способствовали значительному росту посещаемости музея. В эти же годы в Ростовском кремле, наряду с музеем, располагался Международный молодёжный центр «Ростов Великий», деятельность которого завершилась в начале 1990-х годов.
В 1987 году музей произвел замену колокольных балок Соборной звонницы, после чего, при участии музейных сотрудников, возобновляются знаменитые Ростовские колокольные звоны. В 1989 году в музее проводился II Всесоюзный фестиваль колокольной музыки, положивший начало Ассоциации колокольного искусства.
С начала 1990-х годов в музее активизируется научно-исследовательская деятельность. С 1991 года проводится ежегодная конференция «История и культура Ростовской земли», по результатам которой издаются материалы чтений; также издаются сборники научных трудов «Сообщения Ростовского музея». Музеем публикуются каталоги, монографии, путеводители, буклеты.
Указом Президента Российской Федерации от 24 января 1995 года музей-заповедник «Ростовский кремль» включен в Государственный свод особо ценных объектов культурного наследия народов Российской федерации.

## Экспозиции

### Хвост кометы. Произведения «левых» художников начала XX века в собрании музея «Ростовский кремль»
Экспозиция названа в память о погибшей работе Ольги Розановой и приурочена к 100-летию со дня смерти художницы.
Коллекция русского авангарда формировалась в Ростовском музее в 1922—1926 годах.

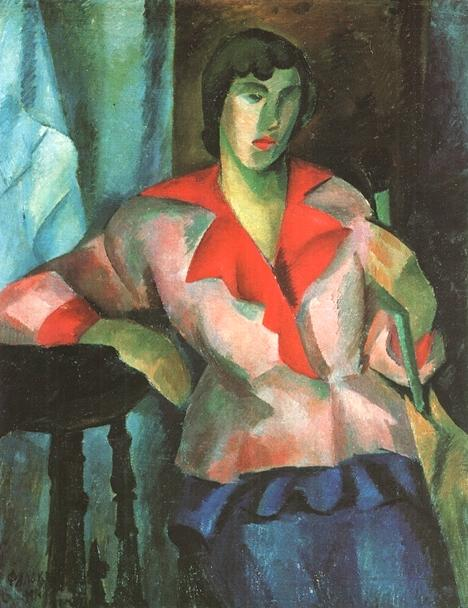
Роберт Фальк. «Портрет женщины в розовом», 1914 г.
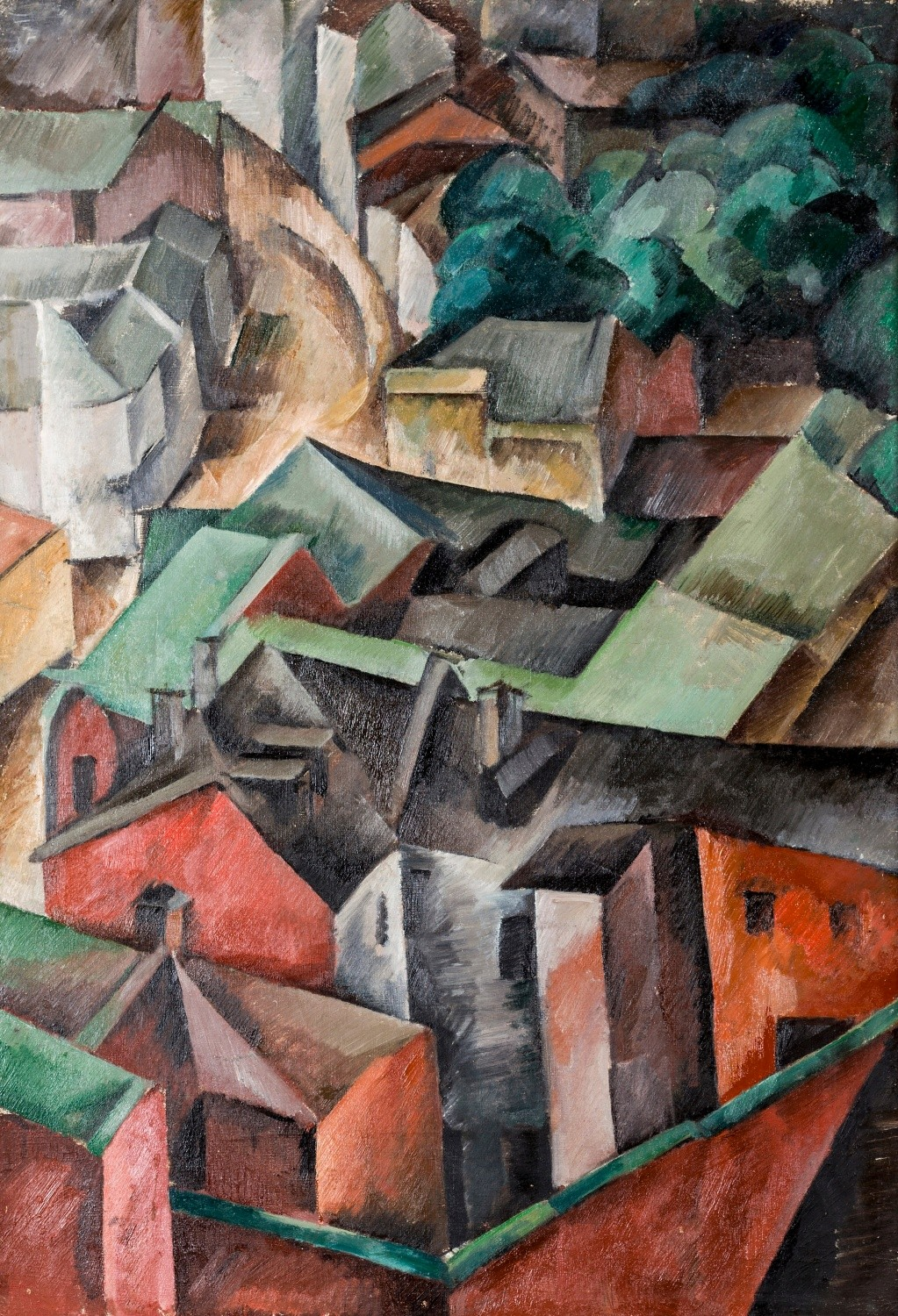
Александр Осмёркин. «Пейзаж», 1917 г.
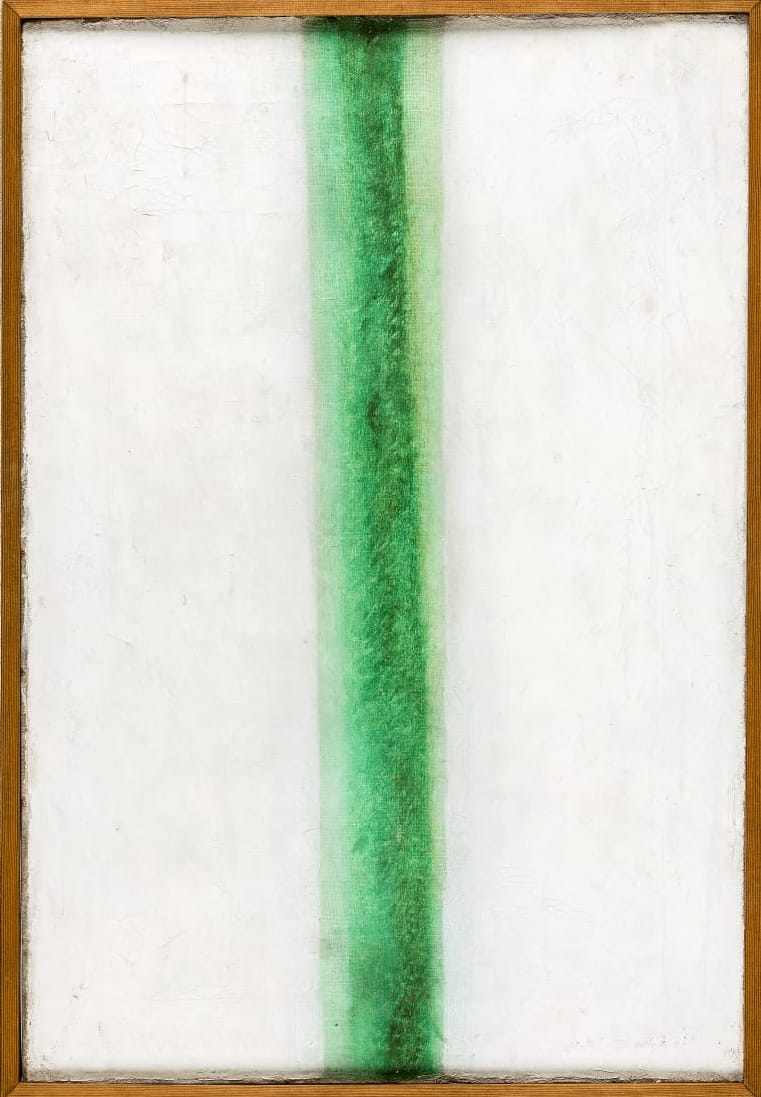
Ольга Розанова. «Зелёная полоса», 1917 г.
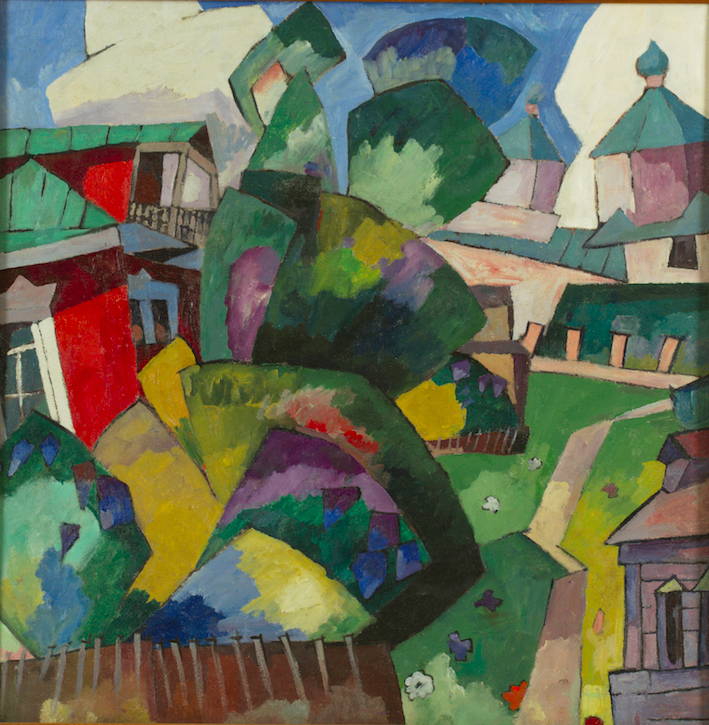
Аристарх Лентулов. «Пейзаж» / «Деревенская церковь», 1917-1918 гг.

### Открытое хранение фонда археологии
Экспозиция, представляющая археологические коллекции музея, размещена в Кладовой палате.

### Колокола и колокольчики. Центр колокольного искусства в Ростове Великом
В Центре колокольного искусства (Кладовая бесстолпная палата) экспонируются церковные колокола XVII — нач. XX вв., музейная коллекция поддужных колокольчиков, а также представлена технология изготовления колоколов.
Центр оборудован для коллективных (группы до 15 человек) и индивидуальных учебных занятий: зрительный зал, библиотека, архив, аппаратура для кинопоказа.

### Музей церковных древностей
В 1993 году в помещении Белой палаты Государственного музея-заповедника «Ростовский кремль» была создана экспозиция, представляющая собой опыт реконструкции ростовского Музея церковных древностей (1883 — начало 1920-х годов).
Здесь демонстрируются предметы из музейных коллекций иконописи, резьбы по дереву, живописи, церковной утвари, оружия, декоративно-прикладного искусства, рукописные и старопечатные книги, документы, фотографии. Для демонстрации предметов используются книжные шкафы и витрины — оборудование «Музея церковных древностей».
В 2011 году здесь проходила выставка «Кресту твоему…», приуроченная к церемонии возвращения в музей уникального резного запрестольного креста середины XVI века, который с 1886 года хранился в Музее церковных древностей, в 1995 году был украден из экспозиции; в 2010 году обнаружен в частном собрании — и спустя год передан в музей.

### Музей финифти ГМЗ «Ростовский кремль»
Ростовская финифть — известный с середины XVIII века местный художественный промысел (живопись на эмали).
Государственный музей-заповедник «Ростовский кремль» обладает одной из крупнейших в России коллекций живописных эмалей (более 3000 единиц), большая часть из которых экспонируется в Музее финифти (открыт в 2000 году).
Экспозиция знакомит посетителя с историей формирования музейной коллекции финифти, рассказывает о развитии этого промысла с 1760-х по 2010-е годы, характеризует изменения, происходившие с течением времени в тематике росписи, технике и технологии финифтяного производства.

### Сокровища Ростовского кремля
Экспозицию составляют произведения XVII—XVIII веков, объединенные принадлежностью к барокко и рококо. Это художественное серебро, иконы, царские врата, фрагменты надгробных комплексов, храмовая скульптура, комплекты облачений священнослужителей, предметы, использовавшиеся при совершении церковных обрядов.
Экспозиция размещена в церкви Одигитрии, построенной в 1692—1693 годах и носящей черты «московского барокко». Интерьер храма недавно был отреставрирован — восстановлены первоначальная окраска стен и живописные клейма в обрамлении рокайльных картушей. Таким образом, экспозиция гармонично связана с оформлением интерьера.

### Кухонная утварь X—XX вв. из собрания музея
Представлены предметы декоративно-прикладного искусства: керамика, фарфор, дерево, металл.

### Ростовская земля: сто веков истории
Многовековую историю Ростовской земли рассказывают археологические находки.
Древнейшие из них происходят из палеолита и раннего железного века: кости и черепа мамонта, шерстистого носорога, первобытного быка, северного оленя; керамика первых поселенцев долины озера Неро; боевые топоры; орудия труда ремесленников.
С существованием крупного политического и религиозного центра — города Ростова (первое упоминание в летописи — 862 г.) — связаны темы, показанные музейными предметами более позднего времени.
Среди них — западноевропейский меч с клеймом «+LVNVECIT+» (X в.), печать киевского князя Ярослава Мудрого (XI в.), деталь кровли первого Успенского собора (конец X в.), гробница для мощей Леонтия Ростовского, вложенная в Успенский собор владимирским князем Андреем Боголюбским (1160-е гг.), фрагмент апсиды Успенского собора (1213—1231 гг.), два белокаменных льва от трона князя или епископа (конец XII — начало XIII века), крест, поставленный дьяком Стефаном Бородатым на могиле сына Ильи у ростовской церкви Воскресения (1458 г.).

### Музейная гостиная
Здесь посетителям музея предоставляется возможность отдохнуть от путешествия по Ростовскому кремлю, по выставкам и экспозициям музея — и познакомиться с виртуальной экспозицией «Информационный центр „Ростовская земля“». Она даёт обзор собрания Ростовского музея, обеспечивает посетителей сведениями о географических, историко-культурных, туристских ресурсах Ростовской земли.
Способ представления материала — большие экраны с мультимедийными программами.
Меню, расположенное на центральном экране, помогает посетителю выбрать интересующий его виртуальный продукт: слайд-фильмы, мультимедийные выставки, виртуальные туры по экспозициям и выставкам музея, церквам и монастырям Ростовской земли.

## Основные отделы

### Археологический отдел
Археологические находки стали поступать в музей с момента его основания в 1883 г. Первым дарителем археологических предметов был ярославский губернатор В. Д. Левшин. Археологический отдел как структурное подразделение музея был образован по инициативе директора Д.А Ушакова в начале 1924 г. Воссоздан в 1994 г.

### Центр колокольного искусства
Центр колокольного искусства в Ростовском кремле располагается в Кладовой бесстолпной палате, где также разместилась экспозиция «Колокола и колокольчики».
Основными направлениями работы Центра колокольного искусства являются:
- работа Ростовской школы колокольного искусства;
- создание ежегодной комиссии по осмотру и изучению колоколов Соборной звонницы Ростова Великого;
- возобновление традиции Пасхальной звонильной недели;
- проведение круглого стола, посвященного колокольной тематике;
- мастер-классы и концерты колокольных звонов

### Арт-студия «Зеленая полоса»
Музей предлагает занятия, экскурсии, мастер-классы в различных техниках (лепка из глины, роспись по эмали, аппликация, квиллинг, декупаж и др.) на основе коллекций музея, а также календарные праздники, чаепития и посещение фестивалей, проводимых на территории музея.
Арт-студия «Зеленая полоса» работает с социально незащищенными категориями жителей Ростова и района на благотворительных началах. Арт-студия работает с такими категориями, как:
- несовершеннолетние, оказавшиеся в трудной жизненной ситуации;
- взрослые с ограниченными возможностями здоровья;
- пенсионеры.

### Музейный волонтерский клуб РИТМ
РИТМ — это аббревиатура, которая расшифровывается как Ростовская Инициативная Творческая Молодежь.
Деятельность волонтеров музейного клуба носит как разовый характер (помощь при проведении разовых мероприятий), так и постоянный (систематическое проведение программ).
В спектр деятельности волонтеров входит проведение опросов, помощь туристам (навигация, рассказ о музее), проведение интерактивных программ и мастер-классов для детской аудитории на безвозмездной основе.

### Декоративно-прикладное искусство
Коллекция ГМЗ «Ростовский кремль» насчитывает более 20000 единиц хранения. Среди них вышивки, керамика, ткани, ювелирные изделия, резьба по дереву и многое, многое другое. Сюда также входят изделия художественных промыслов Ростовской земли, среди которых особое место занимает финифть, которой в коллекции более 3000 образцов. Все вышеназванные произведения требуют внимательного, кропотливого изучения и грамотного показа на выставках и в экспозициях.
Этим и занимается отдел Декоративно-прикладного искусства, куда в качестве сектора входит финифть. Отдел существует с 2000 года.

### Научная библиотека музея
История библиотеки музея восходит к скрипторию епископа Кирилла XII века. От той книгописной мастерской в разных хранилищах мира сохранилось всего 12 пергаменных рукописей. Книжные традиции древнего Ростова были продолжены писателями Григорьевского затвора (монастыря), строителем Ростовского кремля митрополитом Ионой и выдающимся духовным просветителем петровской эпохи св. Димитрием Ростовским.
Научная библиотека начала формироваться одновременно с Музеем церковных древностей (1883 г.) и включила труды основателей музея, в первую очередь А. А. Титова, а также выдающихся ученых-современников и научных учреждений Академии наук, Московского главного архива Министерства иностранных дел и др.
Среди первых экспонатов Музея были старопечатные книги, документы с автографами царственных особ и государственных деятелей, рукописные синодики, грамоты царя Алексея Михайловича, келейный летописец святителя Димитрия и многое другое. Большое число книг и документов поступило после революции 1917 г. из бывших усадеб местных дворян — Леонтьевых, Бутурлиных, Мордвиновых, местных церквей и монастырей.
Сегодня фонд библиотеки содержит значительный корпус изданий XIX—XXI вв. по вопросам отечественной истории, истории и теории искусства и архитектуры, издания исторических источников, каталоги музейных коллекций, справочники. Здесь хранится наиболее полный фонд краеведческих изданий о Ростове и Ростовской земле.
Среди ценных и редких книг насчитывается более 1000 книг с автографами известных деятелей XIX—XX вв.: Е. В. Барсова, А. Ф. Бычкова, В. В. Верещагина, Н. К. Рериха, А. С. Уварова и многих других из тех интеллектуалов прошлого, кто был неравнодушен к судьбе ростовских памятников и сыграл особую роль в их возрождении.
Собрание рукописных книг и документов раннего периода, коллекция столбцов XVI в., подлинные царские грамоты, книги кириллической и гражданской печати, книги на иностранных языках выведены из состава научной библиотеки и хранятся в отдельном музейном фонде.
Библиотека нацелена на обслуживание научных сотрудников музея. Но и сторонние исследователи могут пользоваться ее услугами.

### Отдел истории Нового времени и геоинформационных систем
Отдел истории Нового времени и геоинформационных систем — научное подразделение Государственного музея-заповедника «Ростовский кремль». Сотрудники отдела изучают музейные коллекции, темы, связанные с историей и культурой г. Ростова и Ростовской земли, составляют исторические справки, участвуют в научно-практических конференциях, публикуют результаты своих исследований, пополняют Базы данных Комплексной автоматизированной музейной информационной системы (КАМИС) и Географической информационной системы (ГИС) «Ростовская земля».

## Издательская деятельность
Музей издал около 30 отдельных изданий и два ежегодных сборника статей, среди них: Титов А. А. «Ростовский уезд Ярославской губернии», каталоги, научные издания по архитектуре Ростова и района, несколько путеводителей и историко-краеведческие издания.

### Сообщения Ростовского музея
Выходит с 1991 года (всего 20 выпусков) ежегодно (в 1991 году вышло 2 выпуска). В сообщениях публикуются статьи по истории России, древнерусскому искусству, краеведению исследователей из музеев и вузов Ростова, Ярославля, Москвы, Санкт-Петербург, Углича, Переславля, Курска и других городов России. Темы публикаций: археология, архитектура, генеалогия, иконопись, искусствоведение, история и краеведение.

### История и культура Ростовской земли
Выходит раз в год с 1991 года (вышло 24 выпуска) на основе докладов, представленных на одноимённой конференции. Первый выпуск состоял из тезисов докладов, однако от этого варианта отказались, начав издавать полноценные статьи. Темы публикаций: археология, архитектура, генеалогия, иконопись, искусствоведение, история и краеведение

## Филиалы

### Действующие филиалы

#### Дом крестьянина Ёлкина
Музей в Борисоглебских слободах (современное название — поселок Борисоглебский) возник как филиал Ростовского государственного музея в 1927 году. Экспозиции открыты 8 ноября 1928 года. Устройство здесь филиала музея было вызвано передачей в 1924 году Ростовскому музею архитектурного ансамбля Ростовского Борисоглебского монастыря (здания XVI—XVIII веков).
К 2014 году музей был выведен из стен монастыря. Для размещения филиала он получил здание XIX века, так называемый Дом крестьянина Елкина. Это двухэтажное здание в бывшей Подборной слободе принадлежало местным зажиточным крестьянам Елкиным.
В 2013—2015 годы прошла комплексная реставрация дома. Музеефикация здания основывается на этапах его истории: бытование его в качестве жилого дома крестьянина — земледельца, промышленника, торговца и благотворителя.
В Борисоглебском филиале, доме крестьянина Елкина, создается совершенно новый тип музея, ориентированный на интересы и потребности прежде всего местного населения. С этой целью в нем реализуется проект «Мой музей — моя история», действует клуб «Яблочный пирог».

#### Церковь Иоанна Богослова на реке Ишне
Церковь Иоанна Богослова (1687 год) находится в селе Богослов у реки Ишни. Это — единственный древний деревянный храм Ярославской области и один из немногих в центре России.
Здание имеет два этажа: первый (подклет) предназначен для хозяйственного использования, на втором располагается сама церковь. В XIX веке с запада к храму пристроили ныне существующую колокольню, демонтировали южную часть галереи, северную и западную галереи подпёрли кирпичными столбами, церковь обшили тёсом.
Внутри церкви по бокам солеи находятся клиросы, украшенные резьбой. У восточной стены расположены расписные фрагменты первоначального тяблового иконостаса и резные позолоченные царские врата — копия царских врат 1562 года, выполненная в 1883—1884 годах ростовским резчиком В. Л. Никольским.

#### Музей ростовского купечества
В доме № 32 по улице Покровской Ростова расположена одна из сохранившихся городских купеческих усадеб.
Её комплекс складывался с конца XVIII по начало XX века: строились и достраивались главный жилой дом и постройки для хозяйственных служб.
С 1835 по 1917 годы усадьба принадлежала разным поколениям семьи купцов Кекиных, после Октябрьской революции была национализирована, и в ней разместился сельскохозяйственный техникум.
В 1999 году главный дом усадьбы был передан Государственному музею-заповеднику «Ростовский кремль». До 2008 года в нём проводились масштабные реставрационные работы.
29 августа 2008 году в доме была открыта экспозиция «Кекины — род, судьба, наследие», рассказывающая об истории и культуре ростовского купечества, генеалогии местных купеческих семей. Здесь воссозданы интерьеры комнат: гостиной, будуара, столовой, кабинета; представлены подлинные предметы, документы, живописные портреты и фотографии представителей рода Кекиных.
Экспонаты характеризуют быт, торговую и общественную деятельность, духовную и материальную культуру купечества. Важное место в экспозиции занимает тема крупного благотворителя и общественного деятеля Алексея Леонтьевича Кекина (1838—1897).

#### Музейный детский центр
Музейный детский центр размещается в доме 56 на ул. Окружной Ростова. Он занимает здание старинной городской усадьбы — дом ростовских купцов Копериных.

### Закрытые филиалы
- Спасо-Яковлевский монастырь — филиал действовал на протяжении 1928—2015 годов, пока весь комплекс не был передан Русской православной церкви.

## Примечание
1. ↑  Департамент культуры Ярославской области. Федеральные государственные учреждения культуры. Дата обращения: 4 марта 2010. Архивировано 28 декабря 2009 года.
2. 1 2 3 4  Виденеева А. Е., Грудцына Н. В. «С восторгом преклоняюсь перед древностями Ростова…» (недоступная ссылка). К 125-летию Ростовского музея
3. 1 2 3  Крестьянинова Е. История Ростовского музея в его праздничных датах Архивная копия от 15 мая 2009 на Wayback Machine. К 125-летию Ростовского музея
4. ↑  Алексеева О. В. Московское Археологическое общество и его роль в организации музеев России Архивная копия от 15 апреля 2017 на Wayback Machine. История, культура Ростовской земли
5. 1 2  Крестьянинова Е. И., Никитина Г. А. Музей и его роль в общественной жизни Ростова: прошлое и современность Архивная копия от 6 июня 2017 на Wayback Machine. История, культура Ростовской земли
6. ↑  Сайт Ростовского музея. Дата обращения: 4 марта 2010. Архивировано из оригинала 26 августа 2009 года.
7. 1 2  Библиотека Ростовского кремля. www.rostmuseum.ru. Дата обращения: 17 марта 2019. Архивировано 4 апреля 2019 года.